# Studenec (dopływ Wagu)
Studenec – potok, prawy dopływ Wagu na Słowacji. Jest ciekiem wodnym III rzędu o długości 9 km. Wypływa w Małej Fatrze Krywańskiej na wysokości około 1490 m na południowych stokach przełęczy Bublen i garbów Koniarky. Spływa w południowym kierunku, niżej zakręcając na południowy wschód i na wysokości około 570 m, jeszcze w obrębie Małej Fatry,  łączy się z Snilovským potokiem. Potok przepływa przez osadę Trusalová i wypływa na Kotlinę Turczańską. W miejscowości Turany na wysokości około 423 m n.p.m. m. wpada do jeziora na prawym brzegu Wagu, na obszarze rozlewisk Turczańskich. Woda z tego jeziora płynie w kierunku południowo-zachodnim przez zabudowany obszar miejscowości Turany i na wysokości około 400 m uchodzi do Wagu.
Orograficznie lewe obramowanie doliny potoku Studenec tworzy południowy grzbiet Wielkiego Krywania (1709 m), górą dolina podchodzi pod główną grań Małej Fatry na odcinku od Wielkiego Krywania po Mały Krywań (1671 m). Obramowanie prawe tworzy południowo-wschodni grzbiet Małego Krywania z wierzchołkiem Mojský grúň (1525 m). Największym dopływem jest Tiesnavský potok.
Najwyższa część doliny Studenec jest szeroka, lejkowata i bezleśna, pokryta przez trawiaste obszary dawnych hal pasterskich. Wskutek wielowiekowego pasterstwa granica lasu i kosodrzewiny została tutaj sztucznie obniżona. Dolina potoku Studenec jest dobrze widoczna z czerwonego szlaku turystycznego poprowadzonego główną granią Małej Fatry.